# تاوتا
تاوتا (به لاتین: Taveta) یک شهرک در کنیا است که در شهرستان تایتا–تاوتا واقع شده‌است. تاوتا ۱۳٬۳۷۷ نفر جمعیت دارد و ۱٬۰۰۵٫۸۵ متر بالاتر از سطح دریا واقع شده‌است.